# George Orton
George Washington F. Orton  (ur. 10 stycznia 1873 w Strathroy-Caradoc, w Ontario, zm. 25 czerwca 1958 w Laconii, w New Hampshire) – kanadyjski lekkoatleta, mistrz olimpijski.

## Życiorys
Ukończył studia licencjackie na University of Toronto, a magisterskie na University of Pennsylvania. W 1896 uzyskał stopień doktora. W czasie studiów i po ich ukończeniu osiągnął znaczące sukcesy w biegach średnich. Był mistrzem Stanów Zjednoczonych (AAU) w biegu na milę w latach 1892-1896 i 1901, w biegu na 2 mile z przeszkodami w latach 1893, 1894, 1896-1899 i 1901 i w biegu przełajowym w 1897 i 1898.
Największe sukcesy odniósł na igrzyskach olimpijskich w 1900 w Paryżu. Rozgrywano na tych igrzyskach dwa biegi z przeszkodami. Orton zwyciężył na dystansie 2500 metrów, a na 4000 metrów był piąty. Na tym drugim dystansie mógł osiągnąć lepszy wynik, ale cierpiał na infekcję jelit. Orton został także brązowym medalistą w biegu na 400 metrów przez płotki, miał jednak ułatwione zadanie, ponieważ ostatecznie wystartowało tylko pięciu zawodników. Z przedbiegu, w którym startował Orton, do finału kwalifikowali się obaj występujący zawodnicy (Orton przybiegł drugi). W finale wystąpiło tylko trzech zawodników i Orton zajął trzecie miejsce. Został więc medalistą olimpijskim, chociaż zawsze przybiegał na ostatniej pozycji.
Później Orton pracował jako trener lekkoatletyczny na University of Pennsylvania.

## Rekord życiowy
- 400 m ppł – 58,9 s. (1900)[1]